# تيم يورجنسن
تيم يورجنسن (بالإنجليزية: Tim Jorgensen)‏ هو لاعب كرة قاعدة أمريكي، ولد في 30 نوفمبر 1972 في كيواوني في الولايات المتحدة.

## وصلات خارجية
- تيم يورجنسن على موقعبيزبول رفرنس.كوم (الدوري الثانوي) (الإنجليزية)